# Vladimir Sorokin
 Der er for få eller ingen kildehenvisninger i denne artikel, hvilket er et problem. Du kan hjælpe ved at angive troværdige kilder til de påstande, som fremføres i artiklen.

Vladimir Georgijevitj Sorokin (russisk: Владимир Георгиевич Сорокин, født i landsbyen Bykovo uden for Moskva den 7. oktober 1955) er russisk forfatter og manuskriptforfatter. I sovjettiden kunne han ikke publicere i hjemlandet, og derfor debuterede han i Paris i 1985. Efter Sovjetunionens sammenbrud har han opnået status som en af Ruslands mest kontroversielle forfattere.

## Sorokins liv
Sorokin er uddannet som ingeniør ved Gubkin Instituttet for olie og gas i Moskva (1977). I 1970'erne var han en del af det avantgardistiske konceptualistmiljø i Moskva, og beskæftigede sig især med grafik og design af bøger. Mod slutningen af 70'erne blev han interesseret i litteratur, men hans postmoderne tekster kunne ikke offentliggøres i Sovjetunionen. Den litterære debut kom med Køen i Paris i 1985. I de følgende år blev flere af hans bøger offentliggjort i Frankrig og Tyskland og først i 1992 fik han udgivet sin første bog, en samling af noveller, i Rusland. I løbet af 1990'erne udgav han i Rusland de titler, der tidligere var udkommet  i udlandet og i 1999 udkom romanen Blåt spæk. Bogen vakte opsigt, blandt andet på grund af en sex-scene der involverer Nikita Khrusjtjov og Josef Stalin, og i 2002 blev han tiltalt for at distribuere pornografi. Sammen med deltagelse i et russisk reality-show i 2001 resulterede denne skandale i berømmelse langt ud over Ruslands litterære scene. Sorokin var en "enfant terrible" i den russiske litteratur og kultur.
Sorokin har også skrevet manuskript til flere russiske film, herunder filmen 4, som blev instrueret af Ilja Khrzjanovskij.

## Sorokins forfatterskab
Sorokins prosa er stærkt påvirket af hans tid blandt Moskva konceptualistene. I litterær forstand betyder det fokus på sproglige klichéer og stereotyper, der løsrives fra deres oprindelige kontekst og afsløres som tomme og meningsløse. Hos Sorokin er både sovjetlitteraturen og den klassiske russiske litteratur genstand for denne sproglige dekonstruktion. Hans litterære kvalitet ligger i evnen til at genskabe sproget, uanset om det er dialoger han har overhørt på gaden, eller den stil, som berømte russiske forfattere, som Tolstoj eller Dostojevskij, anvendte. Dette fokus på sproget har været centralt i hans arbejde og da han blev anklaget for at skrive pornografi, svarede han, at der kun er tale om "bogstaver på et papir".
I anden halvdel af 2000'erne, og især med udgivelsen En opritjniks dag (2006) blev Sorokin mere politisk. Denne roman kan sammen med efterfølgeren Sukker Kreml fra 2008 læses som en kritik af Putins Rusland. 

## Udvalgte værker
Litteratur
- Køen (Очередь, 1985, roman, i Rusland, 2000)
- Normen (Норма, 1994, roman)
- Roman (Роман, 1995, roman)
- Marinas 30. kærlighed (Тридцатая любовь Марины, 1995, roman)
- Dostojevskij-trip (Достоевский-трип, 1997, roman)
- Blåt spæk (Голубое сало, 1999, roman)
- Is (Лед, 2002, roman)
- Bros vej (Путь Бро, 2004, roman)
- 23.000 (23 000, 2005, roman)
- En opritjniks dag (День опричника, 2006, roman), på dansk ved Tine Roesen i 2009, Forlaget Vandkunsten
- Sukker Kreml (Сахарный Кремль, 2008, roman)
- Snestormen (Метель, 2010, roman), på dansk ved Tine Roesen i 2012 , Forlaget Vandkunsten
- Putins tidsmaskine slog Nemtsov ihjel, essay i dagbladet Information, 6. marts 2015.

Teater og film
- Kopejka (filmmanus til komediefilm instrueret af Ivan Dykhovitjnyj, 2002)
- 4 (filmmanuskript til film instrueret af Ilja Khrzjanovskij, 2004)

## Om Sorokin
- Magasinet rØST,  Rasmus Bertelsen, Udsyret samfundsdystopi, 17. september 2010
- Politiken, Thomas Thurah, Russisk badstuesatire kan varmt anbefales, 10. december 2009
- Politiken, Marie Tetzlaff, Rusland er atter blevet en politistat,10. December 2009
- Tine Roesen, Tilbage til fremtiden, russisklitteratur.dk
- Vladimir Sorokin – en russisk provokatør, Skønlitteratur på P1, 28. november 2009, Tine Roesens samtale med Klaus Rothstein
- Tine Roesen, Sker der egentlig noget spændende i den russiske litteratur for tiden?, russisklitteratur.dk
- The New York Review of Books, Rachel Polonsky,  "Violent, Ecstatic Russians",  22 March 2012